# Duiven (gemeente)

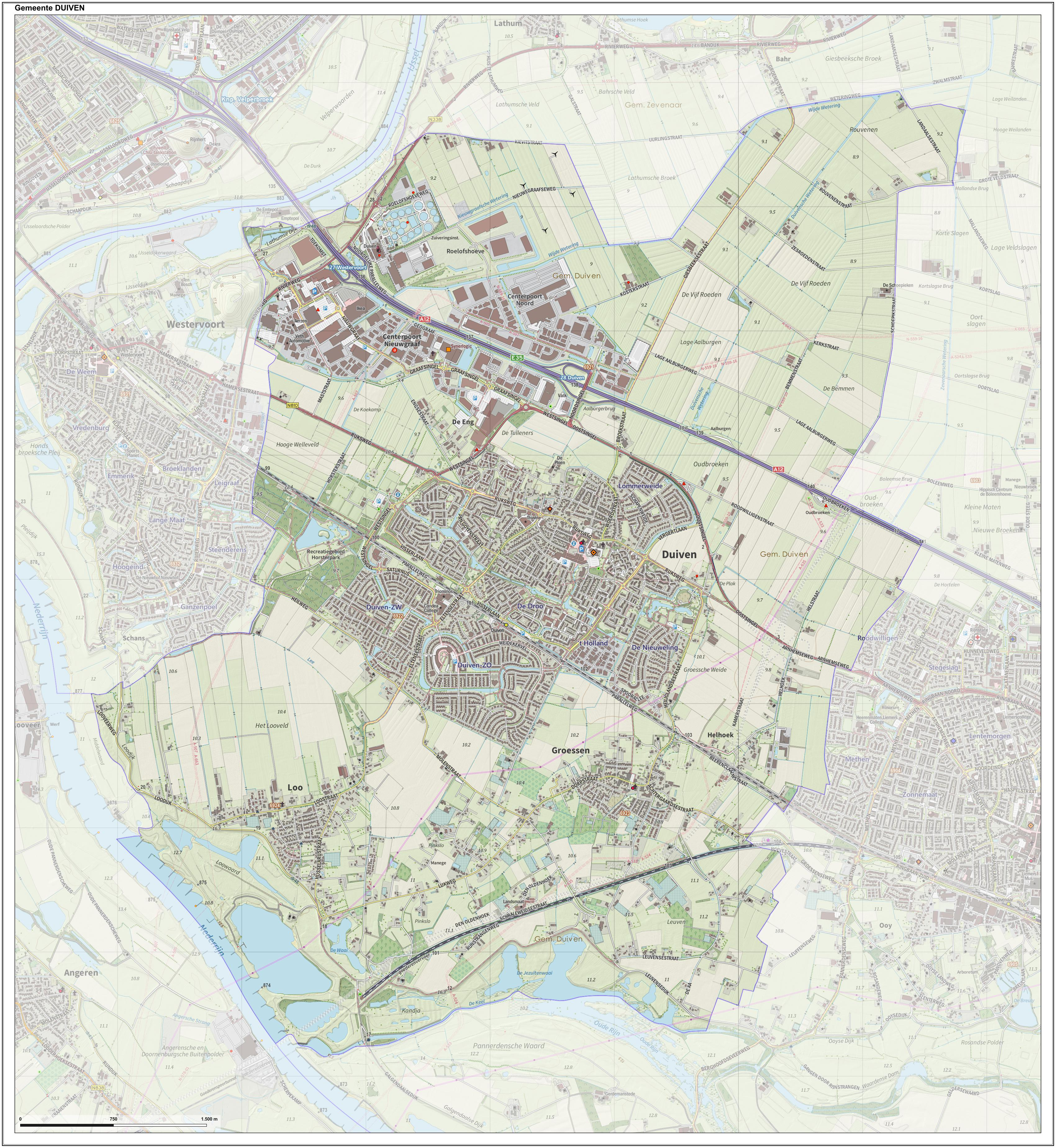
Topografische gemeentekaart van Duiven, september 2022

Duiven (uitspraakⓘ) (Liemers: Duve, Nedersaksisch: Duven) is een gemeente in de Groene Metropoolregio Arnhem-Nijmegen, in de Nederlandse provincie Gelderland en ligt onder de rook van de stad Arnhem. Hoofdplaats is Duiven. De gemeente Duiven heeft 24.872 inwoners per 22 november 2024 (bron: CBS). Duiven vormt samen met de gebieden van de gemeenten Montferland, Zevenaar en Westervoort de streek De Liemers. Deze gemeenten werken werken samen in de Liemerse Ambassade.
De gemeente ligt aan de snelweg de A12, ten noorden van het Pannerdensch Kanaal. Vandaag de dag fungeert Duiven als het centrum voor reguliere bedrijvigheid, (groot-) handel en industrie. Daarnaast profiteert Duiven van een gunstige ligging tussen Arnhem en de Duits-Nederlandse grens. De gemeente herbergt onder meer een meubelboulevard en grote industrieterreinen, die onder andere ruimte bieden aan een IKEA en de grootste Intratuin van Nederland.

## Geschiedenis

### Oorsprong
Duiven maakte deel uit van een groter gebied dat in 1808 door Pruisen aan Nederland werd afgestaan. Op 17 december 1813 werd Duiven losgemaakt van Westervoort en als zelfstandige gemeente op dezelfde dag overgedragen aan Pruisen. Na het Congres van Wenen kwam de gemeente Duiven op 1 juni 1816 weer bij Nederland. Duiven is vanwege deze afkomst altijd katholiek gebleven, zowel Duiven als het tot de gemeente behorende kerkdorp Loo kennen een jaarlijkse processie. Sinds 2019 is er geen processie meer in Groessen wegens een gebrek aan vrijwilligers.

### Tweede Wereldoorlog
De Tweede Wereldoorlog had grote impact op de gemeente Duiven. In de vroege bezettingsjaren bleek burgemeester W.J.A.F.R. van den Clooster baron Sloet tot Everlo een belangrijk figuur in de gemeenschap. Op 23 mei 1940 prees hij de inwoners van Duiven in een toespraak voor hun kalme en waardige houding tijdens de eerste chaotische weken van de oorlog. Hij sprak zijn bewondering uit voor de manier waarop zij met de gebeurtenissen omgingen.
Tijdens de bezetting weigerde de burgemeester zich te laten intimideren door de Duitse autoriteiten en de NSB. In 1942 werd bijvoorbeeld geëist dat er speciale aanplakborden geplaatst zouden worden die alleen door de NSB gebruikt mochten worden. Sloet tot Everlo negeerde deze opdracht aanvankelijk, wat leidde tot een conflict met een NSB-groepsleider.
In februari 1944 werd de burgemeester geconfronteerd met een bevel om dertig mannen uit de gemeente aan te wijzen voor dwangarbeid aan de IJssellinie. Omdat hij niet wilde meewerken en vreesde voor represailles, besloot hij onder te duiken.
De oorlog bracht ook fysieke verwoesting met zich mee. Bij een luchtaanval op een trein geladen met benzine ging het station van Duiven volledig in vlammen op. Daarnaast werden in de latere oorlogsjaren Nederlandse mannen opgepakt om verdedigingswerken langs de Rijn aan te leggen, zoals loopgraven en tankvallen. Deze werkzaamheden stonden onder toezicht van de Organisation Todt. Duiven en omliggende plaatsen zoals Zevenaar en Elten fungeerden als verzamelpunten voor deze gedwongen arbeid, waarbij ook mannen uit andere delen van Nederland, waaronder Utrecht, Den Haag en het noorden van het land, naar de regio werden gebracht.

## Kernen
Naast Duiven zijn Groessen en Loo dorpen in de gemeente.

## Afbeeldingen

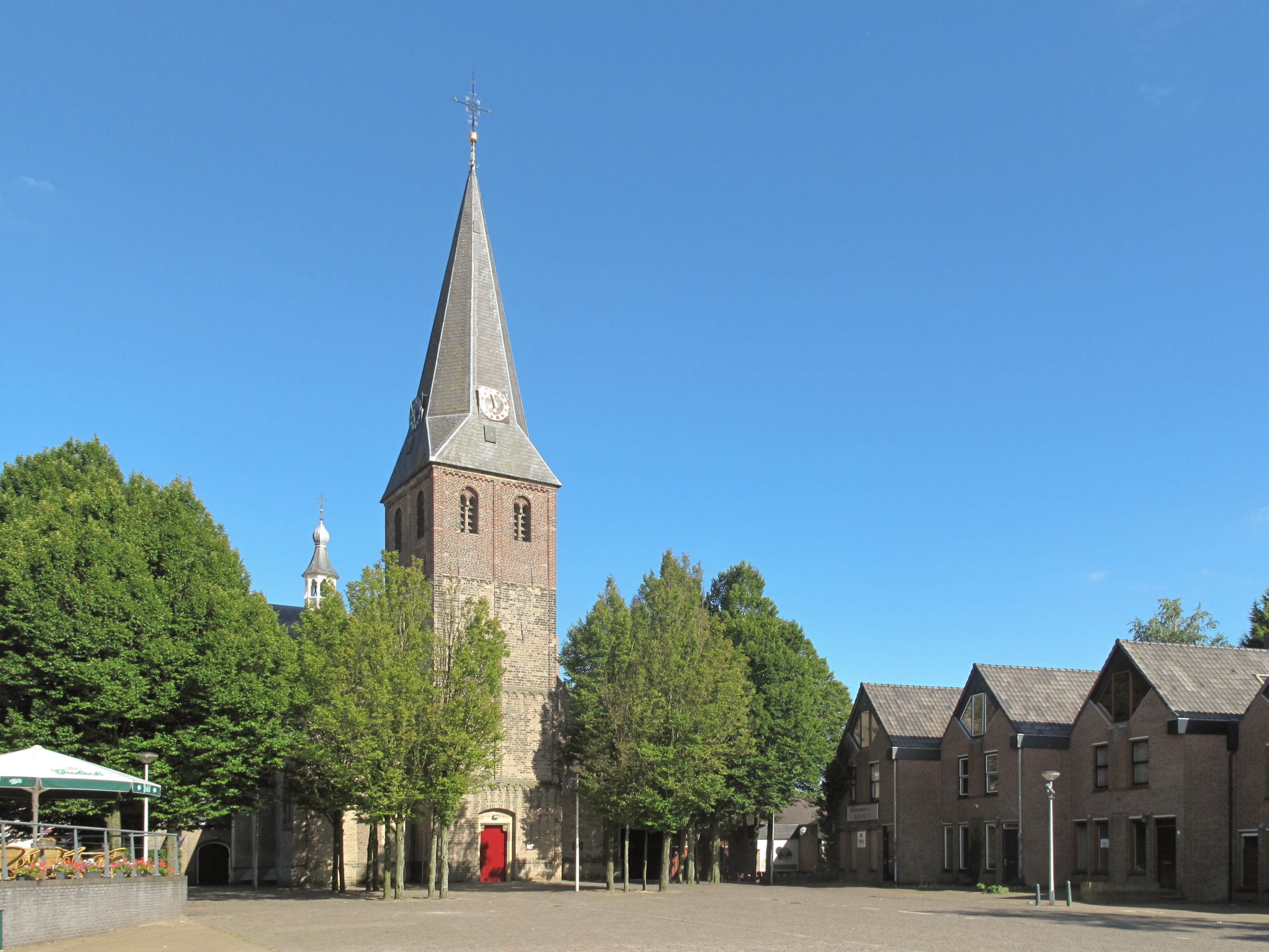
Remigiuskerk in Duiven
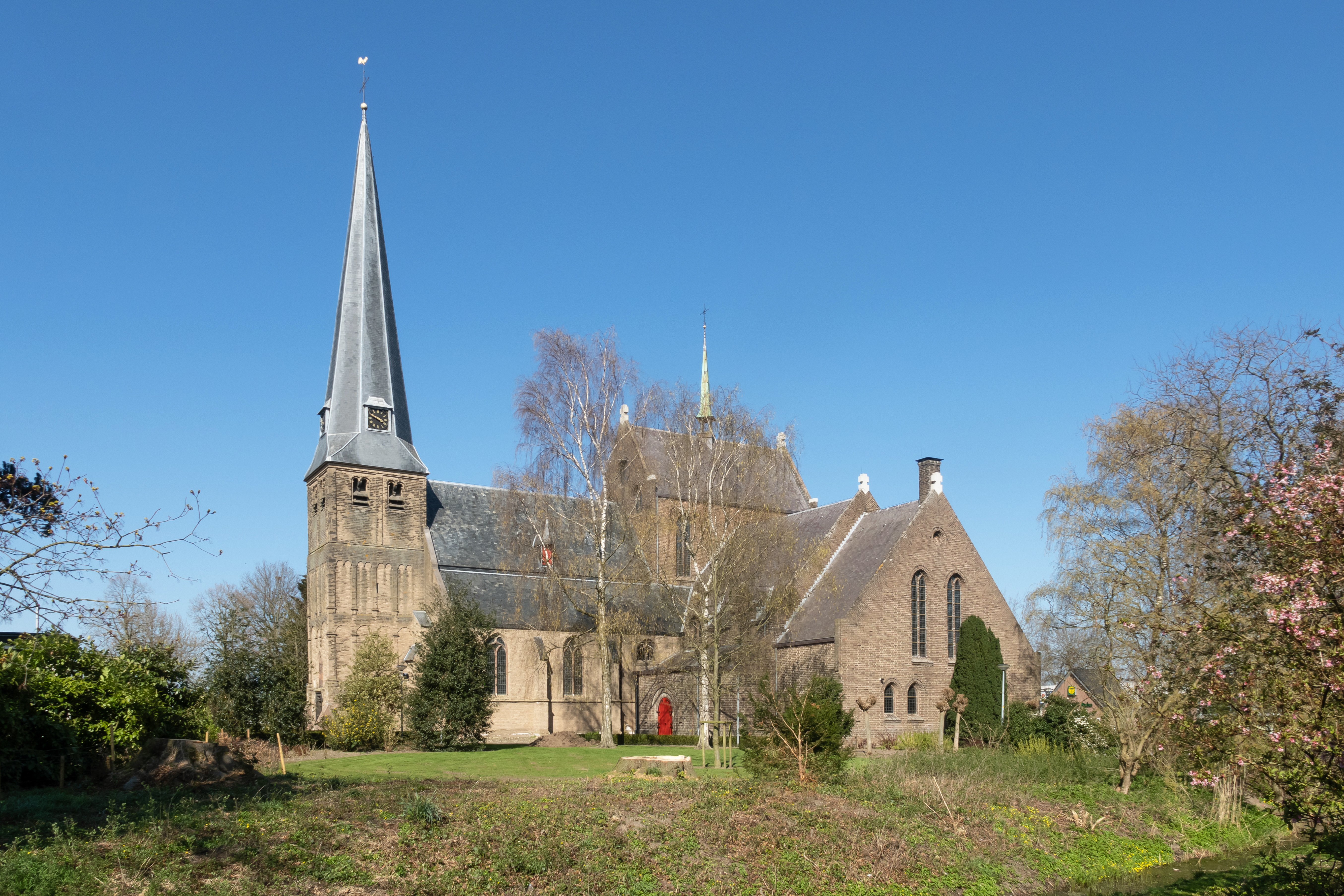
Sint-Andreaskerk in Groessen
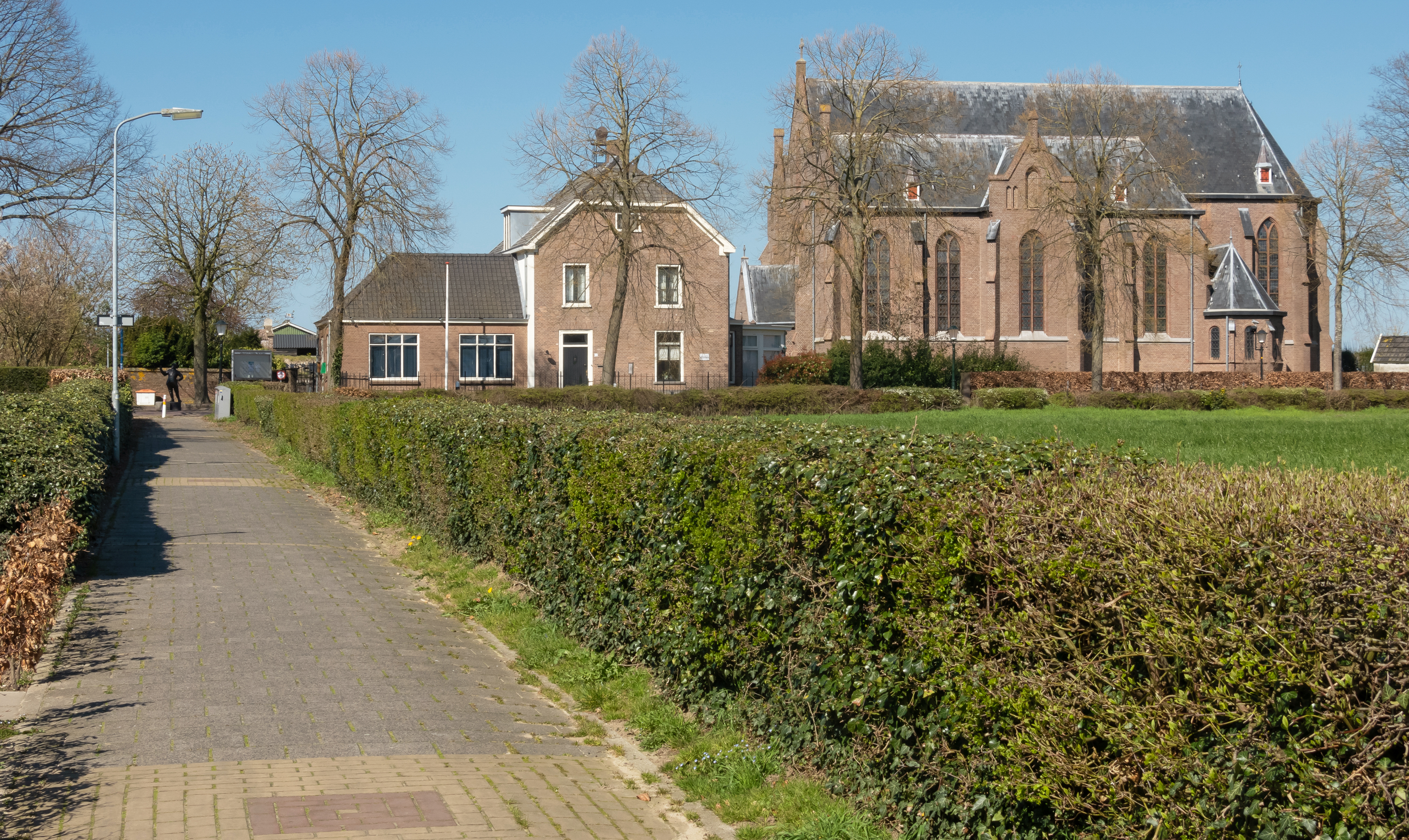
Antonius Abtkerk in Loo
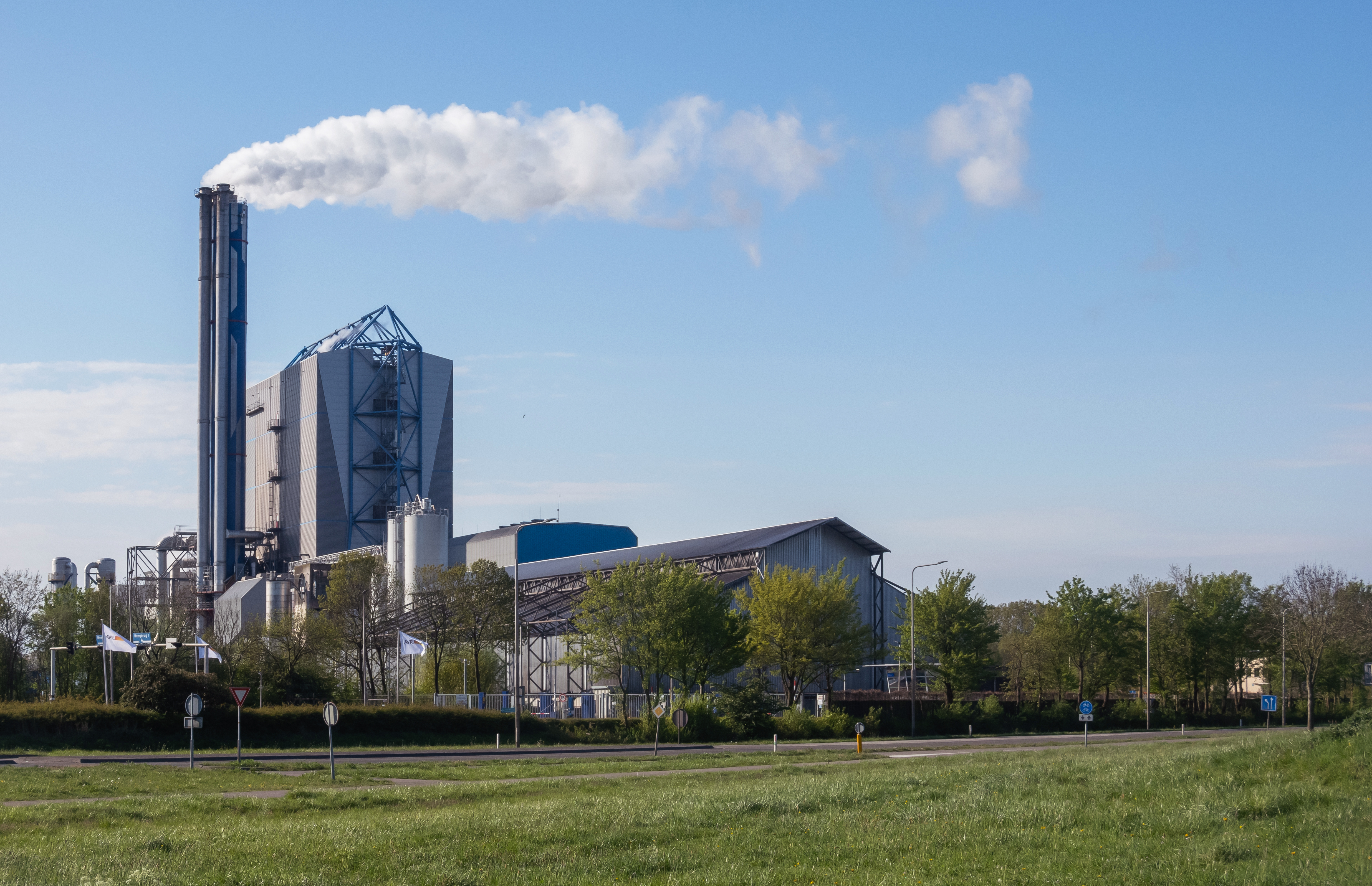
Afvalverbranding AVR bij Duiven

## Politiek

### Gemeenteraad
De gemeenteraad van Duiven bestaat uit 21 zetels. Hieronder de behaalde zetels per partij bij de gemeenteraadsverkiezingen sinds 1998.
| Gemeenteraadszetels | Gemeenteraadszetels | Gemeenteraadszetels | Gemeenteraadszetels | Gemeenteraadszetels | Gemeenteraadszetels | Gemeenteraadszetels | Gemeenteraadszetels |
| Partij              | 1998                | 2002                | 2006                | 2010                | 2014                | 2018                | 2022                |
| ------------------- | ------------------- | ------------------- | ------------------- | ------------------- | ------------------- | ------------------- | ------------------- |
| Lokaal Alternatief¹ | -                   | -                   | -                   | 6                   | 8                   | 7                   | 5                   |
| DOED                | -                   | -                   | -                   | -                   | -                   | -                   | 5                   |
| CDA                 | 3                   | 4                   | 7                   | 3                   | 3                   | 3                   | 3                   |
| VVD                 | 3                   | 3                   | 2                   | 5                   | 3                   | 3                   | 3                   |
| GroenLinks          | 1                   | 1                   | 4                   | 2                   | 1                   | 2                   | 2                   |
| PvdA                | 4                   | 3                   | 3                   | 3                   | 1                   | 1                   | 1                   |
| Pro Duiven²         | -                   | -                   | 1                   | 1                   | 1                   | 1                   | 1                   |
| D66                 | 1                   | -                   | -                   | -                   | 1                   | 1                   | 1                   |
| SP                  | -                   | -                   | -                   | 1                   | 3                   | 3                   | -                   |
| Gemeentebelangen¹   | 4                   | 6                   | 2                   | -                   | -                   | -                   | -                   |
| Lijst Groessen¹     | 3                   | 4                   | 2                   | -                   | -                   | -                   | -                   |
| Totaal              | 19                  | 21                  | 21                  | 21                  | 21                  | 21                  | 21                  |

¹ In 2010 gingen Lijst Groessen en Gemeentebelangen op in Lokaal Alternatief
² Tot 2010 heette de partij LPF Duiven

### College van burgemeester en wethouders
Het college van burgemeester en wethouders bestaat uit:
Burgemeester:
- Huub Hieltjes (VVD)

Wethouders
- Geert-Jan Schrijner (VVD)
- Marieke Overduin (CDA)
- Joyce Zwaga-Komen (Lokaal Alternatief)

## Aangrenzende gemeenten
| Aangrenzende gemeenten | Aangrenzende gemeenten | Aangrenzende gemeenten | Aangrenzende gemeenten | Aangrenzende gemeenten |
| ---------------------- | ---------------------- | ---------------------- | ---------------------- | ---------------------- |
| Westervoort            |                        |                        |                        |                        |
|                        |                        |                        |                        |                        |
|                        | Zevenaar               |                        |                        |                        |
|                        |                        |                        |                        |                        |
| Lingewaard             |                        |                        |                        |                        |

## Monumenten
In de gemeente zijn er een aantal rijksmonumenten en oorlogsmonumenten, zie:
- Lijst van rijksmonumenten in Duiven
- Lijst van gemeentelijke monumenten in Duiven
- Lijst van oorlogsmonumenten in Duiven

## Partnergemeente
- Gemünden am Main, Duitsland (sinds 1988)

In 2021 verbrak Duiven het partnerschap met Calafat in Roemenië. Dit partnerschap bestond sinds 2004.
Dorpen: Duiven · Groessen · Loo

Buurtschappen: De Eng · Helhoek · Het Leuven · Nieuwgraaf

Gelderland: Steden en dorpen in Gelderland      Nederland: Provincies · Gemeenten
Aalten · Apeldoorn · Arnhem · Barneveld · Berg en Dal · Berkelland · Beuningen · Bronckhorst · Brummen · Buren · Culemborg · Doesburg · Doetinchem · Druten · Duiven · Ede · Elburg · Epe · Ermelo · Harderwijk · Hattem · Heerde · Heumen · Lingewaard · Lochem · Maasdriel · Montferland · Neder-Betuwe · Nijkerk · Nijmegen · Nunspeet · Oldebroek · Oost Gelre · Oude IJsselstreek · Overbetuwe · Putten · Renkum · Rheden · Rozendaal · Scherpenzeel · Tiel · Voorst · Wageningen · West Betuwe · West Maas en Waal · Westervoort · Wijchen · Winterswijk · Zaltbommel · Zevenaar · Zutphen
Steden en dorpen · Voormalige gemeenten · Nederland: Provincies · Gemeenten